# Utombordsmotor

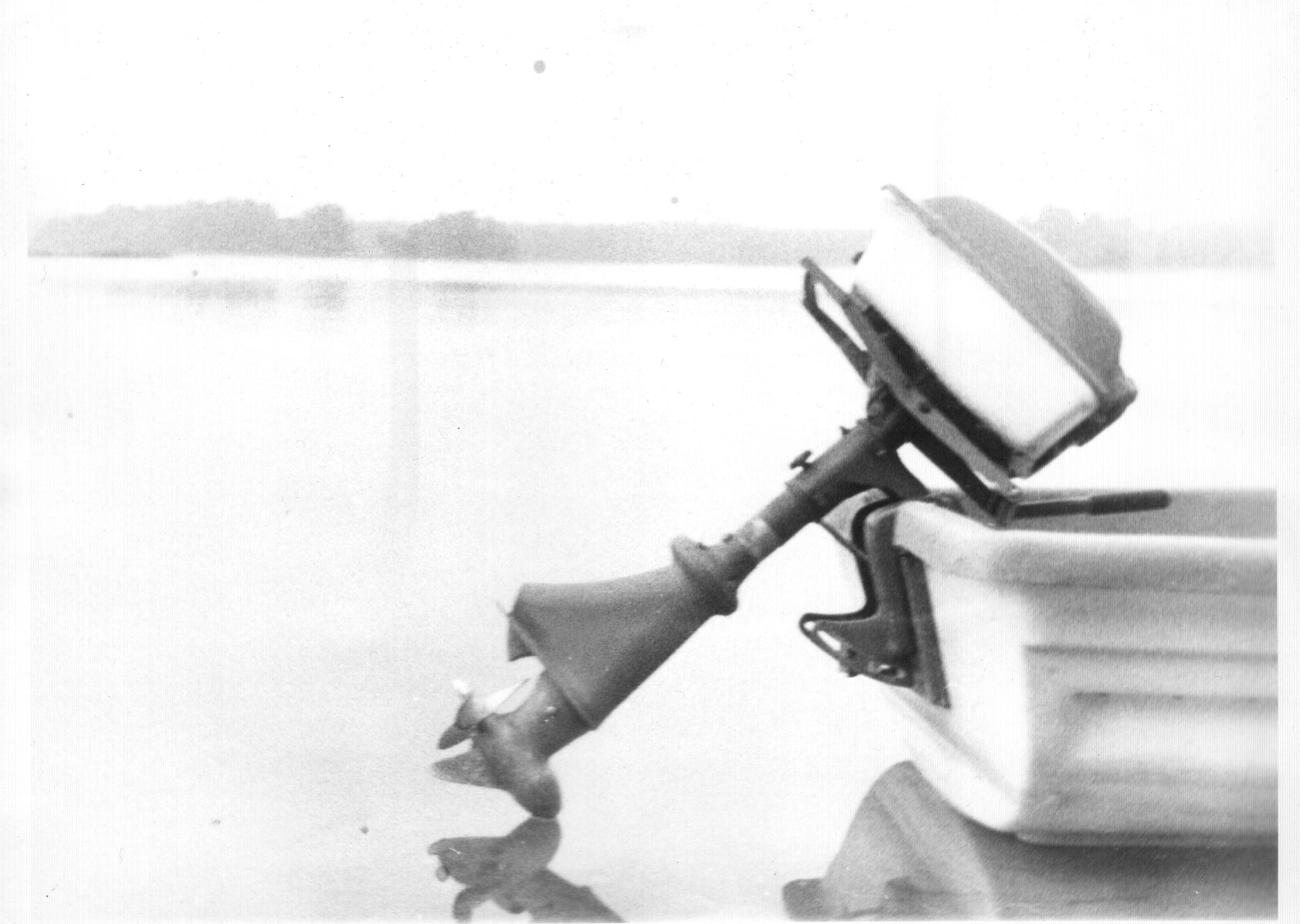
Utombordsmotor av märket Husqvarna, tillverkad år 1958

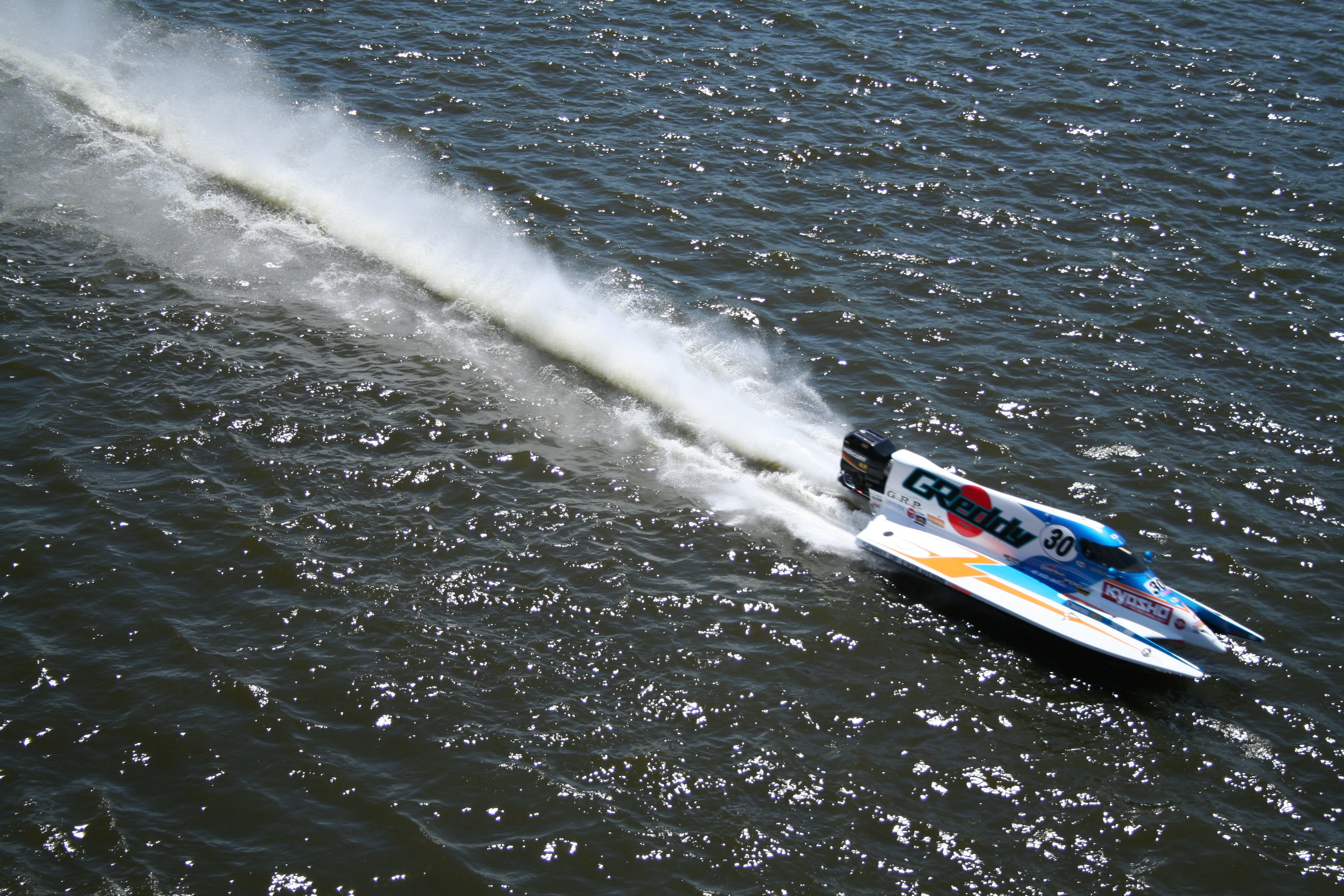
Tävlingsbåt med utombordsmotor på Mississippifloden år 2006.

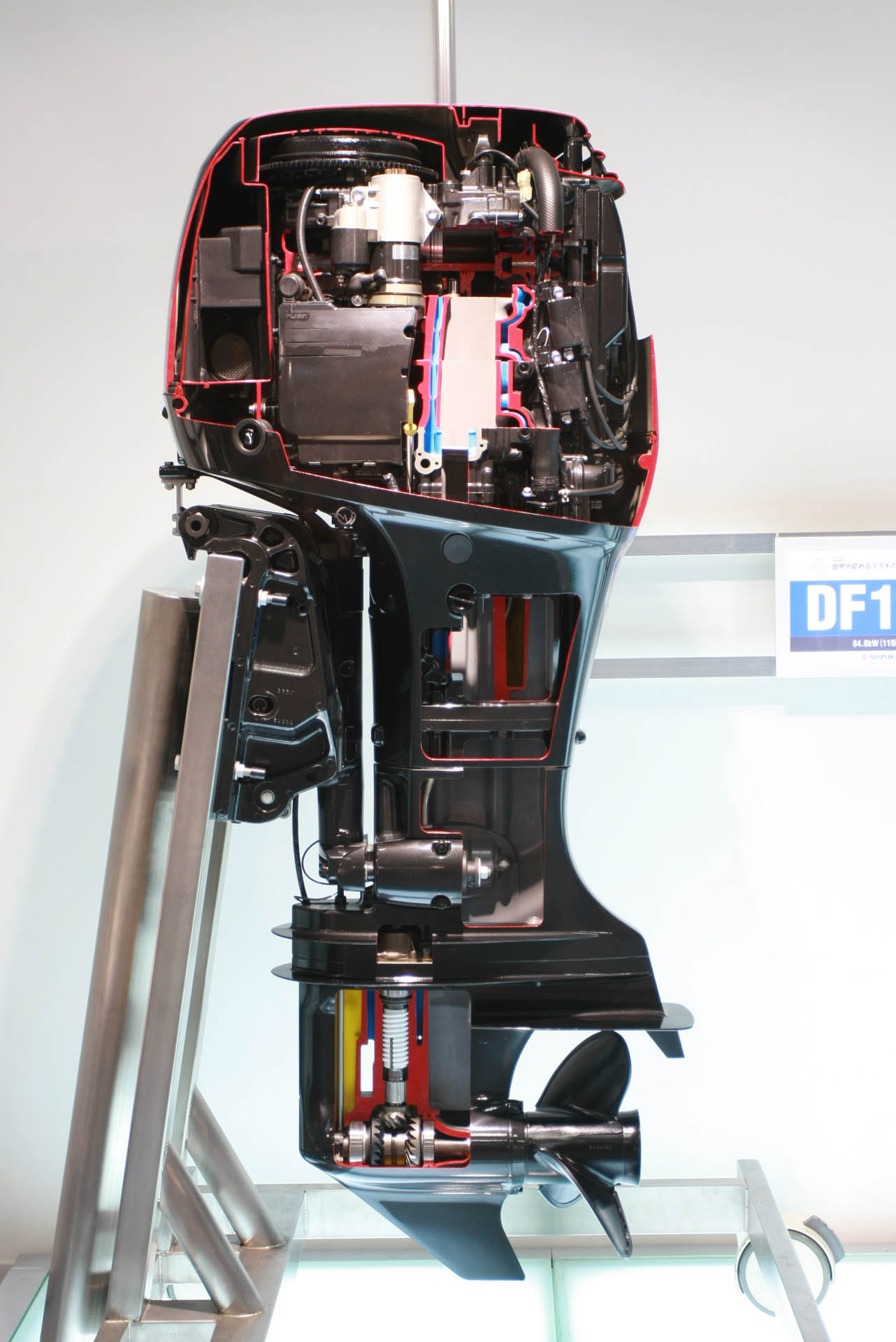
Genomskärning av en modern Suzuki-utombordsmotor

Utombordsmotor, utombordare eller aktersnurra är en typ av båtmotor som monteras på båtens akter utanför båten och som inte erfordrar några ingrepp i båtens skrov. Utombordsmotorn utgör en komplett drivenhet som enkelt kan lyftas av båten. Motorblockets utgående vertikala drivaxel driver propelleraxeln via en växel, eller backslag med fast utväxling som växlar ner motorns varvtal. Växeln utnyttjas också för de tre drivlägena neutral, fram och back. Små motorer saknar i allmänhet växel, och för att backa måste man då istället svänga runt hela motorn. Några mindre motorer har en centrifugalkoppling istället för backslag.

## Tvåtakts- och fyrtaktsmotorer
Under lång tid var motorer av  tvåtaktstyp dominerande för utombordsmotorerna. Fördelen med denna motortyp är enkel konstruktion och låg vikt, samtidigt som en mindre del av det smörjmedelsblandade bränslet släpps ut oförbränt och ger sämre bränsleekonomi och oönskade utsläpp av kolväten och andra miljöskadliga ämnen.
In på 1990-talet blev det vanligare med fyrtaktsmotorer – bland annat som ett resultat av ökade miljökrav inom EU när det gäller utsläpp av giftiga ämnen i motorernas avgaser och mindre oljeutsläpp i vattnet, men också beroende på fyrtaktsmotorns bättre bränsleekonomi.

## Andra motortyper
Det har experimenterats med dieseldrivna utombordsmotorer, men med något enstaka undantag har dessa aldrig kommit till kommersiell användning, främst beroende på dieselmotorns högre vikt. Däremot har den elektriska utombordsmotorn etablerat sig på marknaden, och vunnit popularitet. Elektriska utombordsmotorer är relativt små, och motsvarar effektmässigt bensindrivna modeller på omkring 1,5–2,0 hk. Dessa el-drivna motorer är miljövänliga och kan användas till mindre båtar, såsom gummibåtar och kanoter. Det är också vanligt att de används som reservmotorer på mindre sportfiskebåtar.

## Fabrikat i urval
- Evinrude
- Honda
- Mariner
- Mercury Marine
- Selva
- Suzuki
- Tohatsu
- Tomos
- Yamaha Motor Company
- Force
- West Bend

Mellan 1967 och 1974 tillverkades motorer av Archimedes Penta. År 1974 köptes Penta av Volvo, som bildade Volvo Penta. Härefter tillverkades motorer under märkena Archimedes AB respektive Volvo Penta. Även Husqvarna tillverkade utombordsmotorer. Volvo Penta och Husqvarna upphörde med tillverkningen av utombordsmotorer på 1980-talet.

## Rigglängd
Begreppet rigglängd är avståndet från motorns upphängningskant på akterspegeln ner till kavitationsplattan. De olika rigglängderna definieras enligt följande:
- Kort rigg: S.
- Lång rigg: L.
- Extra lång rigg: X eller XL.
- Ultralång rigg: XX eller UL

Rigglängderna i mm för S, L, X, och XX skiljer sig beroende på motoreffekten och kan också skilja sig något mellan olika fabrikat.
Det är av största vikt att välja rätt rigglängd för den aktuella båttypen och höjden på akterspegeln. Vid normal monteringshöjd ska motorns antikavitationsplatta ligga i höjd med båtens bottenlinje i aktern. Propellern garanteras då en ostörd vattenström och båten går med optimalt djupgående under planing och klarar även tvära girar utan att propellern suger luft. Under planing ligger antikavitationsplattan i höjd med vattenytan. Den vanligaste rigglängden för båtar i storleksklassen 4,5–6 m är lång rigg (L). I båttillverkarens specifikationer för respektive båttyp anges oftast rekommenderad rigglängd. Vid användning av utombordsmotorer på segelbåtar används vanligen extra lång rigg men beror också på motorns monteringssätt.
För båtar med höga hastigheter, som tävlingsbåtar, monteras motorn normalt på andra sätt för att få ett minimalt djupgående och minsta möjliga "våt bottenyta" för minsta vattenfriktion.

## Trimfena
I bakkant undertill på kavitationsplattan sitter normalt en justerbar trimfena (dock vanligen inte på motorer i de minsta storleksklasserna 5–10 hk) som används för att trimma motorns drivriktning för optimal gång och minsta motstånd i vattnet vid körning rakt fram. Fenan kompenserar för propellerns rotation av vattenvolymen som passerar propellern under gång, vilket tenderar att ge en sidokraft. Trimfenan är fäst med en skruv som lossas för att vrida fenan. När trimfenan är rätt justerad ska båten i marschfart gå rakt fram med styrningen i neutralläge. Har båten en tendens att exempelvis dra sig åt babord, d.v.s. styrningen måste kompensera något åt motsatt håll för att båten ska fås att gå rakt fram, ska trimfenans bakkant, bakifrån sett vridas något åt samma håll som båten drar sig och vice versa. När motorn monteras för första gången på båten kan det erfordras ett antal tester för att få båten att gå rakt fram med styrningen i neutralläge.